# Sandra Douglass Morgan
Sandra Douglass Morgan (Las Vegas, 10 aprile 1978) è un avvocato e dirigente sportivo statunitense, attuale presidente dei Las Vegas Raiders della National Football League (NFL). Douglass Morgan è stata la prima donna afroamericana a diventare presidente di una franchigia della National Football League.

## Biografia
Douglass Morgan, nata a Las Vegas in Nevada, si è diplomata nella locale Eldorado High School per poi prendere prima una laurea breve in scienze politiche e comunicazione nel 1999 all'Università del Nevada a Reno e quindi laurearsi nel 2003 alla facoltà di legge dell'Università del Nevada a Las Vegas. Douglass Morgan è figlia di Kil-Cha e Gilbert Douglass, un veterano della US Air Force che era di stanza presso la base aerea di Nellis, ed è sposata con Don Morgan, ex giocatore di football americano della NFL che ha militato nei Minnesota Vikings e negli Arizona Cardinals, con cui ha due figli, Dylan e Dana.

## Carriera

### Avvocato
Douglass Morgan ha iniziato la sua carriera come avvocatessa difensore in Nevada, per poi passare dal 2005 al 2008 a fare l'avvocato per le cause civili della MGM Resorts International, mentre dal 2008 al 2016 ha ricoperto la carica di  procuratore cittadino di North Las Vegas, prima donna afroamericana a svolgere tale ruolo, quindi dal 2016 al 2019 è stata direttrice degli affari esterni della AT&T per l'area del Nevada.
Dal 2017 Douglass Morgan ha fatto parte della Commissione Atletica del Nevada, nel 2018 è stata nominata dal governatore Brian Sandoval per far parte della Commissione sul Gioco d'azzardo del Nevada e poi nel 2019, su nomina del governatore Steve Sisolak, è diventata la prima afroamericana presidente del Comitato del Controllo sul Gioco d'azzardo del Nevada. Durante il suo mandato introdusse riforme, come l'adozione di specifiche politiche interne da parte delle società di gioco del Nevada contro molestie e discriminazioni verso i dipendenti basate su fattori quali sesso, etnia, colore, identità di genere e origine nazionale, e gestí le chiusure e le riaperture dei casinò durante il periodo della pandemia di COVID-19. Inoltre in questo periodo ha fatto parte della task force statale anti COVID-19.
Nel novembre 2020 Douglass Morgan lasciò anzitempo il Comitato di Controllo sul Gioco d'azzardo ed entrò nel consiglio di amministrazione della Fidelity Investiments, uno dei principali gestori di fondi comuni e di fondi pensioni del mondo, e poi dal 2 febbraio 2021 in quello della Cerberus Cyber Sentinel Corporation, società di consulenza sulla sicurezza informatica per aziende e organizzazioni governative . Ed ancora dal 18 ottobre 2021 Douglass Morgan fa parte del consiglio d'amministrazione dell'Allegiant Travel Co. società controllante dell'Allegiant Air, compagnia aerea lowcost da 1,7 miliardi di dollari di fatturato e detentrice dei diritti di sponsorizzazione dell'Allegiant Stadium di Las Vegas, e dal 7 novembre 2021 Douglass Morgan entrò anche nel consiglio di amministrazione della Caesars Entertainment Corporation, una delle più grandi catene di hotel casinò del mondo.
Sempre dal novembre 2021 Douglass Morgan è diventata consulente dello studio legale Covington & Burling LLP di Washington e ha aperto a Las Vegas il proprio studio di consulenza denominato Douglass Morgan LLC. Nel dicembre 2021 è inoltre stata nominata vice presidente del comitato organizzativo locale del Super Bowl LVIII, previsto a Las Vegas a febbraio 2024.

### Dirigente sportivo
Il 7 luglio 2022 Douglass Morgan è stata nominata presidente dei Las Vegas Raiders della National Football League. Douglass Morgan è stata così la prima donna di colore a ricoprire il ruolo di presidente di una squadra NFL nonché la terza donna e la terza persona afroamericana nella NFL a ricoprire tale ruolo.